# Cloth×Close 〜ボクがくぃ〜ん!?〜
『Cloth×Close 〜ボクがくぃ〜ん!?〜』（クロース クロース - ）は2006年7月14日にCatear（カティア）から発売されたアダルトゲームである。発売元によるジャンルは「学園美女装アドベンチャー」。
登場人物は全員男性であるためBLゲームに分類されてもおかしくなかったが、美少女ゲームアワードに強行出場し、上位に進出した。

## あらすじ
主人公は私立アザゼル学園の英語教師。名門男子校として知られるこの学園には毎年奇妙な伝統行事があった。それは男子校でありながら女装して「ミスコン」をするというものであった。担任のクラスから優勝者を出そうと躍起になる主人公と周囲の男子生徒は不思議な関係となっていく。

## 登場人物
- 天神 悠斗（あまみ ゆうと）

主人公。英語教師。25歳。大学時代は彼女がいたが振られている。空手の黒帯。素手でコンクリートの壁にひびを入れる事もできる。
- 西園寺 界（さいおんじ かい） - 声優:民安ともえ

主人公の担任クラスの学級委員長。旧財閥の御曹司だが厳しく育てられており、責任感が強い。
- 哀川 爽真（あいかわ そうま） - 声優:小林和美

主人公の昔馴染みで、主人公のことをユウ兄と呼ぶ。一時期不良をやっていたこともある。
- 美島 エドワース 玲（みしま エドワース れい） - 声優:ヒマリ

学園祭直前に編入された転校生。アメリカ人の母親を持つ。金髪碧眼、少女のような外見。
- 久織 聖夜（くおり せいや） - 声優:古崎杏

主人公のことをお兄ちゃんと呼び、懐いている少年。悩殺的なしぐさで主人公や生徒達を誘惑するが、本人に自覚無し。

## スタッフ
- 原画:和南城ジョアンナ
- 歌:安保さゆり
- BGM:有限会社クワイア